# Сычеников, Игорь Анатольевич
Игорь Анатольевич Сычеников (1921—1990) — советский учёный-медик, доктор медицинских наук, профессор, подполковник медицинской службы.
Автор ряда научных трудов и изобретений.

## Биография
Родился 19 марта 1921 года.
В 1939 году, после окончания средней школы, поступил на лечебный факультет 1-го ММИ (ныне Первый Московский государственный медицинский университет имени И. М. Сеченова). Обучение прервала Великая Отечественная война, куда он был призван а октябре 1941 года. Воевал командиром взвода 98-й отдельной дезинфекционной роты в составе Волховского, Ленинградского, 3-го Прибалтийского и Дальневосточного фронтов. Также принимал участие в советско-японской войне. Стал членом КПСС.
После демобилизации И. А. Сычеников вернулся в тот же институт и окончил его с отличием в 1949 году. По окончании обучения поступил в аспирантуру 1-го ММИ на кафедру оперативной хирургии и топографической анатомии, где, защитив кандидатскую (1959 год, тема «Первичный шов артерии в инфицированной ране»), а потом и докторскую (1972 год, тема «Шов и пластика артерий в условиях асептики и в инфицированной ране») диссертации, прошёл трудовой путь ассистента, доцента, профессора и проректора по учебной работе. Избирался и работал секретарём парткома института до 1965 года.
Пост проректора по учебной работе Игорь Анатольевич занимал с 1965 по 1988 год нашего вуза. Являясь профессором кафедры оперативной хирургии и топографической анатомии, участвовал в подготовке высококвалифицированных специалистов-медиков. Под его руководством успешно защищено 6 докторских и 24 кандидатских диссертаций. По его инициативе в 1969 году при кафедре оперативной хирургии и топографической анатомии был создан отдел Центральной научно-исследовательской лаборатории «По изучению и применению коллагена в медицине» (впоследствии — отдел коллагеновых препаратов и изделий), которым он руководил до последних дней своей жизни.
Был нграждён орденами Трудового Красного Знамени (дважды), Отечественной войны 2-й степени и Красной Звезды, а также многими медалями, среди которых «За оборону Ленинграда», «За победу над Германией в Великой Отечественной войне 1941—1945 гг.» и «За победу над Японией».
Умер в 1990 году в Москве.
10 марта 2021 года на Всероссийской научно-практической конференции с международным участием «История хирургии в 2021 году: события и лица», посвященной важным событиям в истории хирургии и топографической анатомии был представлен доклад, посвящённый 100-летию И. А. Сыченикова.